# Skatterättsnämnden
Skatterättsnämnden är en svensk statlig förvaltningsmyndighet, som sorterar under Finansdepartementet och har till uppgift att lämna bindande förhandsbesked i skattefrågor. Nämnden består av högst 14 ledamöter, vilka utses av regeringen. Nämnden är indelad i en avdelning för direkt skatt och en för indirekt skatt.
Inom Skatteverket finns ett gemensamt kansli för Skatterättsnämnden och Forskarskattenämnden.
Nämnden har sin historiska grund i Riksskattenämnden från 1951. Det svenska systemet med förhandsbesked i skattefrågor är ett av de äldsta i världen.
Regler om förhandsbesked finns i lagen (1998:189) om förhandsbesked i skattefrågor.